# 도쿠가와 쓰나노부
도쿠가와 쓰나노부/쓰나나리(徳川綱誠)는 오와리번 제3대 번주이다. 원복 전의 이름은 고로타(五郎太)이며 원복 후의 첫 이름은 쓰나요시(綱義). 관위는 정삼위, 권중납언. 도쿠가와 이에쓰나, 도쿠가와 쓰나시게, 도쿠가와 쓰나요시에게는 사촌동생에 해당한다.
선대 번주 도쿠가와 미쓰요시의 차남(족보상 장남)으로 태어났다. 어머니는 레이센인(霊仙院). 정실은 니기미(新君, 히로하타 다다유키(広幡忠幸)의 딸)이다.
자식은 10남 요시미치(吉通), 11남 쓰구토모(継友), 15남 마쓰다이라 요시타카(松平義孝), 19남 도쿠가와 무네하루(徳川綱誠) 등